# ال ماکی
ال ماکی (به اسپانیایی: El Maqui) یک منطقهٔ مسکونی در شیلی است که در پیچیلمو واقع شده‌است.